# Козодои
Козодо́и (лат. Caprimulgus) — наиболее многочисленный род птиц семейства настоящих козодоев. Традиционно объединял около 60 видов; систематическое положение некоторых из них в настоящее время изменено.

## Описание
Небольшие птицы, активны преимущественно в ночное и сумеречное время суток. Как правило, имеют длинные и узкие крылья, длинный хвост и короткие слабые ноги. Клюв маленький, однако компенсируется очень широким разрезом рта, по краям которого развиты длинные и крепкие щетинки. У многих видов средний палец на ноге сильно вытянут, и по всей видимости выполняет функцию когтя. За редким исключением оперение мягкое и рыхлое, как у сов, и окрашено в буроватые, серые тона под цвет окружающего ландшафта. Самцы и самки внешне имеют сходство друг с другом, хотя у самцов большинства видов на крыле и рулевых имеются хорошо заметные пятна, чаще всего белые.
В воздухе козодои ведут себя подобно стрижам или соколам — летают быстро и бесшумно, выполняя резкие повороты либо зависая. Питаются летающими насекомыми, которых ловят на лету. Только несколько видов козодоев строят специальные гнёзда, большинство же откладывает яйца прямо на сухую поверхность земли.
Перелётными являются все неарктические и некоторые палеарктические виды. Несколько видов адаптировались к жизни в высоких широтах: при неблагоприятных погодных условиях способны несколько дней обходиться без пищи либо впадать в оцепенение.

## Распространение
Козодои достаточно широко распространены в мире, но отсутствуют в приполярых регионах, отдалённых океанических островах и в Новой Зеландии. В Австралии представители этого рода встречаются лишь на севере страны.
Фауна Европы представлена двумя видами козодоев — обыкновенным и красношейным. Ещё два вида — буланый и нубийский изредка встречаются на юго-востоке этой части света. Обыкновенный козодой также гнездится на территории России от западных границ на восток до бассейна реки Онон на границе Монголии, на севере отсутствуя в приполярных районах и глухой тайге. Ещё один вид — большой козодой — распространён на востоке страны от Витимского плоскогорья до Приморья.

## Виды
В состав рода включают 39 видов:
- Красношейный козодой (Caprimulgus ruficollis)
- Большой козодой (Caprimulgus indicus)
- Caprimulgus jotaka
- Caprimulgus phalaena
- Обыкновенный козодой (Caprimulgus europaeus)
- Уздечковый козодой (Caprimulgus fraenatus)
- Рыжещёкий козодой (Caprimulgus rufigena)
- Буланый козодой (Caprimulgus aegyptius)
- Козодой Сайкса (Caprimulgus mahrattensis)
- Нубийский козодой (Caprimulgus nubicus)
- Великолепный козодой (Caprimulgus eximius)
- Caprimulgus atripennis
- Козодой Хорсфильда (Caprimulgus macrurus)
- Caprimulgus meesi
- Caprimulgus andamanicus
- Caprimulgus ritae
- Caprimulgus manillensis
- Caprimulgus celebensis
- Дональдсонов козодой (Caprimulgus donaldsoni)
- Свистящий козодой (Caprimulgus pectoralis)
- Абиссинский козодой (Caprimulgus poliocephalus)
- Индийский козодой (Caprimulgus asiaticus)
- Мадагаскарский козодой (Caprimulgus madagascariensis)
- Натальский козодой (Caprimulgus natalensis)
- Caprimulgus solala
- Мраморный козодой (Caprimulgus inornatus)
- Звёздчатый козодой (Caprimulgus stellatus)
- Саванный козодой (Caprimulgus affinis)
- Caprimulgus griseatus
- Caprimulgus solala
- Бонапартов козодой (Caprimulgus concretus)
- Козодой Сальвадори (Caprimulgus pulchellus)
- Caprimulgus prigoginei
- Козодой Бейтеса (Caprimulgus batesi)
- Длиннохвостый козодой (Caprimulgus climacurus)
- Caprimulgus clarus
- Габонский козодой (Caprimulgus fossii)
- Вымпеловый козодой (Caprimulgus vexillarius)
- Африканский вымпеловый козодой (Caprimulgus longipennis)

Два вида козодоев — вымпеловый козодой и африканский вымпеловый козодой — некоторые ученые выделяют в отдельный род вымпеловые козодои (Macrodipteryx).